# Eddy Peelman
Eddy Peelman, né le 8 août 1947 à Baasrode, est un coureur cycliste belge. Professionnel de 1968 à 1978, il a notamment remporté 9 étapes du Tour d'Espagne.

## Palmarès

### Palmarès amateur
- 1966
  - Bruxelles-Opwijk
  - Coupe Egide Schoeters
  - 1rea étape du Tour du Limbourg amateurs
  - 3e du Circuit des régions flamandes
- 1967
  - 2e du Tour des Flandres amateurs

### Palmarès professionnel
- 1968
  - 2e du Grand Prix d'Isbergues
- 1969
  - 2e étape du Tour de l'Oise
  - 2e du Grand Prix de Hannut
- 1970
  - 1re et 6e étapes du Tour d'Espagne
  - 2e du Grote Prijs Dr. Eugeen Roggeman
  - 3e de la Flèche des polders
- 1971
  - 3e étape du Tour d'Indre-et-Loire
  - 2e, 6e et 13e étapes du Tour d'Espagne
- 1972
  - 7ea étape de Paris-Nice
  - Circuit du Brabant central
  - Gullegem Koerse
  - 2e du Grand Prix du 1er mai
  - 3e du Grand Prix d'Orchies
  - 8e de Paris-Roubaix
- 1973
  - 4e et 5e étapes du Tour du Levant
  - 4e et 6e étapes de la Semaine catalane
  - 15ea et 17ea étapes du Tour d'Espagne
  - Circuit de Flandre centrale
- 1974
  - 4ea étape du Tour méditerranéen
  - Grand Prix de Valence
  - 1re, 4e et 6e étapes du Tour du Levant
  - 1re et 6e étapes du Tour d'Espagne
  - Circuit Escaut-Durme
  - 2e étape du Tour de l'Aude
  - Circuit de Neeroeteren
- 1975
  - 4e étape du Tour d'Andalousie
  - Grand Prix de Valence
  - 3e et 5e étapes du Tour de Catalogne
  - 2e étape du Tour de La Rioja
  - 2e des Trois Jours de Leganés
  - 3e du Trofeo Masferrer
- 1976
  - 4e étape du Tour d'Aragon
  - 3e du Grand Prix de Valence
  - 3e du Trofeo Elola

## Résultats sur les grands tours

### Tour de France
3 participations
- 1970 : abandon (13e étape)
- 1971 : 88e
- 1975 : abandon (13e étape)

### Tour d'Espagne
5 participations
- 1970 : abandon (9e étape), vainqueur de 2 étapes
- 1971 : abandon (14e étape), vainqueur de 3 étapes
- 1973 : 61e, vainqueur de 2 étapes
- 1974 : 55e, vainqueur de 2 étapes
- 1975 : non-partant (5e étape), à la suite d'une chute la veille ayant entraîné une fracture de clavicule.